# Störer (Werbung)

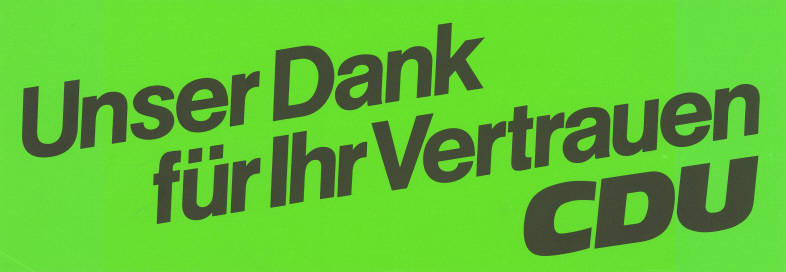
Beispiel für einen Störer: Nach der Wahl werden vielfach die Wahlplakate mit einem farblich abweichenden Störer überklebt, der für die Stimmen der Wähler dankt.

Ein Störer ist ein grafisches Element, das sich deutlich von seiner Umgebung abhebt und somit den harmonischen Gesamteindruck „stört“. Der Störer soll die Aufmerksamkeit des Betrachters auf sich ziehen und so zur Wahrnehmung der darin enthaltenen Information führen. Ein weiteres Ziel kann die Animierung zu einer Reaktion (z. B. Kauf, Antwort) sein.
Störer werden sowohl in klassischen Medien als auch im Web eingesetzt.
Beispiel für die Verwendung des Wortes Störer in der Werbesprache:
- „Der Störer stört. Deshalb gucken wir auch hin. Und deshalb steht da immer etwas Wichtiges, zum Beispiel: ‚jetzt auch im 500 g-Becher‘ oder ‚jetzt bestellen!‘“[1]